# Высшая школа исполнительского искусства (Братислава)
Высшая школа исполнительского искусства (словац. Vysoká škola múzických umění v Bratislavě (VŠMU)) — высшее учебное заведений по подготовке специалистов в области исполнительского искусства Словакии. Находится в г. Братислава.
Основана 9 июня 1949 года.

## Структура
Университет состоит из трех факультетов:
- Театральный факультет (актёрское мастерство, режиссура, драматургия, декорации и костюмы, кукольный театр, театроведение, управление театром)
- Факультет кино и телевидения (режиссура, документалистика, драматургия и киносценарий, фотографии и композиции изображения, анимации, редактирования, звуковой дизайн, производство, управление и бизнес, теория кино и телевидения)
- Факультет музыки и танца (композиция, оркестровка, теория музыки, вокал, режиссура, инструментальная программа (16 специальностей), танцы (6 специальностей))

Театральный факультет Школы размещается сейчас в здании бывшей Истрополитанской академии в Братиславе.

## Известные выпускники и преподаватели
- Грушовска, Анна
- Губа, Мартин
- Кучерова, Адриана
- Сатинский, Юлиус
- Циккер, Ян
- Груберова, Эдита
- Хорват, Эмиль